# Ana Paula Rojas
Ana Paula Rojas (Bolivia; 17 de julio de 1997) es una futbolista boliviana. Juega de centrocampista y su equipo actual es el Real Tomayapo del Campeonato Boliviano de Fútbol Femenino. Es internacional absoluta por la selección de Bolivia desde 2014.

## Selección nacional
A nivel juvenil, Rojas disputó el Campeonato Sudamericano Femenino Sub-17 de 2012 y el Campeonato Sudamericano Femenino Sub-20 de 2014.
A nivel adulto, Rojas disputó la Copa América Femenina 2014, Copa América Femenina 2018 y la Copa América Femenina 2022.

## Clubes
| Club                 | País    | Año |
| -------------------- | ------- | --- |
| San Martín de Porres | Bolivia | ?   |
| Real Tomayapo        | Bolivia | ?   |